# 克利希哈
50°25′45″N 25°40′22″E / 50.42917°N 25.67278°E
克利希哈（烏克蘭語：Кліщиха），是烏克蘭的村落，位於該國西北部羅夫諾州，由杜布諾區負責管轄，始建於1592年，面積0.21平方公里，海拔高度207米，2001年人口38，人口密度每平方公里182.7人。